# Сольес-Виль
Солье́с-Виль (фр. Solliès-Ville) — коммуна на юго-востоке Франции в регионе Прованс — Альпы — Лазурный берег, департамент Вар, округ Тулон, кантон Сольес-Пон.
Площадь коммуны — 14,1 км², население — 2418 человек (2006) с тенденцией к стабилизации: 2454 человека (2012), плотность населения — 14,1 чел/км².

## Население
Население коммуны в 2011 году составляло — 2485 человек, а в 2012 году — 2454 человека.
| 1962 | 1968 | 1975 | 1982 | 1990 | 1999 | 2004 | 2006 | 2009 | 2011 | 2012 |
| ---- | ---- | ---- | ---- | ---- | ---- | ---- | ---- | ---- | ---- | ---- |
| 710  | 801  | 850  | 1193 | 1895 | 2247 | 2222 | 2418 | 2461 | 2485 | 2454 |

Динамика населения:

## Экономика
В 2010 году из 1712 человек трудоспособного возраста (от 15 до 64 лет) 1200 были экономически активными, 512 — неактивными (показатель активности 70,1 %, в 1999 году — 67,6 %). Из 1200 активных трудоспособных жителей работали 1097 человек (602 мужчины и 495 женщин), 103 числились безработными (50 мужчин и 53 женщины). Среди 512 трудоспособных неактивных граждан 160 были учениками либо студентами, 175 — пенсионерами, а ещё 177 — были неактивны в силу других причин.
На протяжении 2010 года в коммуне числилось 939 облагаемых налогом домохозяйств, в которых проживало 2416,5 человек. При этом медиана доходов составила 22 855 евро на одного налогоплательщика.

## Фотогалерея
- Шато
- Капелла в семинарии